# Omloop Het Nieuwsblad for kvinder 2022
Omloop Het Nieuwsblad for kvinder 2022 var den 17. udgave af det belgiske cykelløb Omloop Het Nieuwsblad for kvinder. Det 128,4 km lange linjeløb blev kørt den 26. februar 2022 med start i Gent og mål i Ninove i Østflandern. Løbet var ikke en del af UCI Women's World Tour 2022, men var på den internationale UCI-kalender for damer. Det blev vundet af hollandske Annemiek van Vleuten fra Movistar Team for anden gang i karrieren.

## Resultat
| \| Samlede stilling \| Samlede stilling \| Samlede stilling \| Samlede stilling \| Samlede stilling \| \| Rytter \| Rytter \| Hold \| Tid \| \| \| ---------------- \| ------------------------- \| ---------------------------------- \| ---------------- \| ---------------- \| \| 1. \| Annemiek van Vleuten \| Movistar Team \| 3t 25' 54" \| \| \| 2. \| Demi Vollering \| SD Worx \| + 0" \| \| \| 3. \| Lorena Wiebes \| Team DSM \| + 25" \| \| \| 4. \| Elisa Balsamo \| Trek-Segafredo \| + 25" \| \| \| 5. \| Clara Copponi \| FDJ-Nouvelle Aquitaine-Futuroscope \| + 25" \| \| \| 6. \| Cecilie Uttrup Ludwig \| FDJ-Nouvelle Aquitaine-Futuroscope \| + 25" \| \| \| 7. \| Anna Henderson \| Team Jumbo-Visma \| + 25" \| \| \| 8. \| Maria Giulia Confalonieri \| Ceratizit-WNT Pro Cycling \| + 25" \| \| \| 9. \| Marta Bastianelli \| UAE Team ADQ \| + 25" \| \| \| 10. \| Julie Leth \| Uno-X Pro Cycling Team \| + 25" \| \| |                           |                                    |            |
| |                           |                                    |            |
| Kilde: ProCyclingStats |                           |                                    |            |
| Samlede stilling |                           |                                    |            |
| Rytter | Rytter                    | Hold                               | Tid        |
| 1. | Annemiek van Vleuten      | Movistar Team                      | 3t 25' 54" |
| 2. | Demi Vollering            | SD Worx                            | + 0"       |
| 3. | Lorena Wiebes             | Team DSM                           | + 25"      |
| 4. | Elisa Balsamo             | Trek-Segafredo                     | + 25"      |
| 5. | Clara Copponi             | FDJ-Nouvelle Aquitaine-Futuroscope | + 25"      |
| 6. | Cecilie Uttrup Ludwig     | FDJ-Nouvelle Aquitaine-Futuroscope | + 25"      |
| 7. | Anna Henderson            | Team Jumbo-Visma                   | + 25"      |
| 8. | Maria Giulia Confalonieri | Ceratizit-WNT Pro Cycling          | + 25"      |
| 9. | Marta Bastianelli         | UAE Team ADQ                       | + 25"      |
| 10. | Julie Leth                | Uno-X Pro Cycling Team             | + 25"      |

## Hold og ryttere
| UCI Women's WorldTeams (12)- Team BikeExchange-Jayco - Canyon-SRAM Racing - EF Education-TIBCO-SVB - FDJ Nouvelle Aquitaine Futuroscope - Team Jumbo-Visma - Liv Racing Xstra - Movistar Team - Team DSM - SD Worx - Trek-Segafredo - UAE Team ADQ - Uno-X Pro Cycling Team UCI Women's Kontinentalhold (12)- Arkéa Pro Cycling Team - Bingoal-Chevalmeire-Van Eyck Sport - Ceratizit-WNT Pro Cycling - Cofidis - Le col-Wahoo - Lotto Soudal Ladies - Multum Accountants - AG Insurance NXTG - Parkhotel Valkenburg - Coop-Hitec Products - Rupelcleaning - Valcar-Travel & Service |
| |

### Danske ryttere
| Danske ryttere på startlisten |                 |                        |           |
| Rygnummer                     | Rytter          | Hold                   | Placering |
| 74                            | Emma Norsgaard  | Movistar Team          | 6         |
| 233                           | Rebecca Koerner | Uno-X Pro Cycling Team | 103       |
| 234                           | Julie Leth      | Uno-X Pro Cycling Team | 10        |

* DNF = gennemførte ikke

### Startliste
| SD Worx SDW | SD Worx SDW                       | SD Worx SDW |
| ----------- | --------------------------------- | ----------- |
| Nr.         | Rytter                            | Placering   |
| 1           | Lotte Kopecky (BEL) (landevej)    | 27.         |
| 2           | Chantal van den Broek-Blaak (NED) | 38.         |
| 3           | Elena Cecchini (ITA)              | 42.         |
| 4           | Lonneke Uneken (NED)              | 115.        |
| 5           | Marlen Reusser (SUI) (landevej)   | 36.         |
| 6           | Demi Vollering (NED)              | 2.          |

| Trek-Segafredo TFS | Trek-Segafredo TFS                    | Trek-Segafredo TFS |
| ------------------ | ------------------------------------- | ------------------ |
| Nr.                | Rytter                                | Placering          |
| 11                 | Elisa Balsamo (ITA) (landevej)        | 4.                 |
| 12                 | Audrey Cordon-Ragot (FRA)             | 65.                |
| 13                 | Chloe Hosking (AUS)                   | 56.                |
| 14                 | Elynor Bäckstedt (GBR)                | 108.               |
| 15                 | Elisa Longo Borghini (ITA) (landevej) | 43.                |
| 16                 | Ellen van Dijk (NED) (landevej)       | 17.                |

| Lotto Soudal Ladies LSL | Lotto Soudal Ladies LSL  | Lotto Soudal Ladies LSL |
| ----------------------- | ------------------------ | ----------------------- |
| Nr.                     | Rytter                   | Placering               |
| 21                      | Mijntje Geurts (NED)     | 81.                     |
| 22                      | Kylie Waterreus (NED)    | 80.                     |
| 23                      | Katrijn De Clercq (BEL)  | 48.                     |
| 24                      | Mieke Docx (BEL)         | 82.                     |
| 25                      | Josie Knight (GBR)       | 78.                     |
| 26                      | Abby-Mae Parkinson (GBR) | 89.                     |

| Canyon-SRAM Racing CSR | Canyon-SRAM Racing CSR     | Canyon-SRAM Racing CSR |
| ---------------------- | -------------------------- | ---------------------- |
| Nr.                    | Rytter                     | Placering              |
| 31                     | Katarzyna Niewiadoma (POL) | 41.                    |
| 32                     | Shari Bossuyt (BEL)        | 28.                    |
| 33                     | Chloé Dygert (USA)         | 26.                    |
| 34                     | Lisa Klein (GER)           | 97.                    |
| 35                     | Alice Barnes (GBR)         | 33.                    |
| 36                     | Sarah Roy (AUS)            | 104.                   |

| EF Education-TIBCO-SVB TIB | EF Education-TIBCO-SVB TIB | EF Education-TIBCO-SVB TIB |
| -------------------------- | -------------------------- | -------------------------- |
| Nr.                        | Rytter                     | Placering                  |
| 41                         | Magdeleine Vallieres (CAN) | 35.                        |
| 42                         | Letizia Borghesi (ITA)     | 21.                        |
| 43                         | Emma Langley (USA)         | DNF                        |
| 44                         | Emily Newsom (USA)         | 88.                        |

| FDJ-Nouvelle Aquitaine-Futuroscope FSF | FDJ-Nouvelle Aquitaine-Futuroscope FSF | FDJ-Nouvelle Aquitaine-Futuroscope FSF |
| -------------------------------------- | -------------------------------------- | -------------------------------------- |
| Nr.                                    | Rytter                                 | Placering                              |
| 51                                     | Grace Brown (AUS)                      | 32.                                    |
| 52                                     | Clara Copponi (FRA)                    | 5.                                     |
| 54                                     | Eugénie Duval (FRA)                    | 55.                                    |
| 55                                     | Vittoria Guazzini (ITA)                | 39.                                    |
| 56                                     | Maëlle Grossetête (FRA)                | 67.                                    |

| Liv Racing Xstra LIV | Liv Racing Xstra LIV      | Liv Racing Xstra LIV |
| -------------------- | ------------------------- | -------------------- |
| Nr.                  | Rytter                    | Placering            |
| 61                   | Sabrina Stultiens (NED)   | 40.                  |
| 62                   | Amber van der Hulst (NED) | 101.                 |
| 63                   | Valerie Demey (BEL)       | 37.                  |
| 64                   | Jeanne Korevaar (NED)     | 23.                  |
| 65                   | Marta Jaskulska (POL)     | DNF                  |
| 66                   | Quinty Ton (NED)          | 79.                  |

| Movistar Team MOV | Movistar Team MOV            | Movistar Team MOV |
| ----------------- | ---------------------------- | ----------------- |
| Nr.               | Rytter                       | Placering         |
| 71                | Annemiek van Vleuten (NED)   | 1.                |
| 72                | Alicia González Blanco (ESP) | 64.               |
| 73                | Barbara Guarischi (ITA)      | 95.               |
| 74                | Emma Norsgaard (DEN)         | 6.                |
| 75                | Sara Martín Martín (ESP)     | 94.               |
| 76                | Aude Biannic (FRA)           | 93.               |

| Team BikeExchange-Jayco BEX | Team BikeExchange-Jayco BEX | Team BikeExchange-Jayco BEX |
| --------------------------- | --------------------------- | --------------------------- |
| Nr.                         | Rytter                      | Placering                   |
| 81                          | Nina Kessler (NED)          | 90.                         |
| 82                          | Teniel Campbell (TTO)       | 77.                         |
| 83                          | Kristen Faulkner (USA)      | 60.                         |
| 84                          | Georgia Baker (AUS)         | 25.                         |
| 85                          | Ruby Roseman-Gannon (AUS)   | 12.                         |
| 86                          | Ane Santesteban (ESP)       | 66.                         |

| Arkéa Pro Cycling Team ARK | Arkéa Pro Cycling Team ARK    | Arkéa Pro Cycling Team ARK |
| -------------------------- | ----------------------------- | -------------------------- |
| Nr.                        | Rytter                        | Placering                  |
| 91                         | Charlotte Becker (GER)        | DNF                        |
| 92                         | Pauline Allin (FRA)           | 99.                        |
| 93                         | Lucie Jounier (FRA)           | 49.                        |
| 94                         | Typhaine Laurance (FRA)       | 96.                        |
| 95                         | Marie-Morgane Le Deunff (FRA) | 107.                       |
| 96                         | Greta Richioud (FRA)          | 112.                       |

| Bingoal-Chevalmeire-Van Eyck Sport BCV | Bingoal-Chevalmeire-Van Eyck Sport BCV | Bingoal-Chevalmeire-Van Eyck Sport BCV |
| -------------------------------------- | -------------------------------------- | -------------------------------------- |
| Nr.                                    | Rytter                                 | Placering                              |
| 101                                    | Julie Hendrickx (BEL)                  | DNF                                    |
| 102                                    | Minke Bakker (NED)                     | DNF                                    |
| 103                                    | Noa Jansen (NED)                       | DNF                                    |
| 104                                    | Danique Braam (NED)                    | 69.                                    |
| 105                                    | Naomi de Roeck (BEL)                   | DNF                                    |
| 106                                    | Claudia Jongerius (NED)                | 86.                                    |

| Ceratizit-WNT Pro Cycling WNT | Ceratizit-WNT Pro Cycling WNT          | Ceratizit-WNT Pro Cycling WNT |
| ----------------------------- | -------------------------------------- | ----------------------------- |
| Nr.                           | Rytter                                 | Placering                     |
| 111                           | Maria Giulia Confalonieri (ITA)        | 8.                            |
| 112                           | Marta Lach (POL)                       | 83.                           |
| 113                           | Lizbeth Salazar (MEX) (landevej)       | DNF                           |
| 114                           | Kathrin Schweinberger (AUT) (landevej) | 114.                          |
| 115                           | Lin Lea Teutenberg (GER)               | 74.                           |
| 116                           | Lara Vieceli (ITA)                     | 106.                          |

| Cofidis COF | Cofidis COF                   | Cofidis COF |
| ----------- | ----------------------------- | ----------- |
| Nr.         | Rytter                        | Placering   |
| 121         | Gabrielle Pilote Fortin (CAN) | 72.         |
| 122         | Victoire Berteau (FRA)        | 62.         |
| 123         | Alana Castrique (BEL)         | DNF         |
| 124         | Valentine Fortin (FRA)        | 68.         |
| 126         | Martina Alzini (ITA)          | 44.         |

| IBCT IBC | IBCT IBC                          | IBCT IBC  |
| -------- | --------------------------------- | --------- |
| Nr.      | Rytter                            | Placering |
| 131      | Sara Van de Vel (BEL)             | 113.      |
| 132      | Svenja Betz (GER)                 | DNF       |
| 133      | Antonia Gröndahl (FIN) (landevej) | DNF       |
| 134      | Alice Sharpe (IRL)                | 87.       |
| 135      | Elizabeth Bennett (GBR)           | DNF       |
| 136      | Fien Van Eynde (BEL)              | DNF       |

| Le Col-Wahoo DRP | Le Col-Wahoo DRP              | Le Col-Wahoo DRP |
| ---------------- | ----------------------------- | ---------------- |
| Nr.              | Rytter                        | Placering        |
| 141              | Jesse Vandenbulcke (BEL)      | 20.              |
| 142              | April Tacey (GBR)             | 100.             |
| 143              | Marjolein van 't Geloof (NED) | 71.              |
| 144              | Maike van der Duin (NED)      | 46.              |
| 145              | Elizabeth Holden (GBR)        | 34.              |
| 146              | Alice Towers (GBR)            | 61.              |

| Multum Accountants MUL | Multum Accountants MUL    | Multum Accountants MUL |
| ---------------------- | ------------------------- | ---------------------- |
| Nr.                    | Rytter                    | Placering              |
| 151                    | Fien Delbaere (BEL)       | DNF                    |
| 152                    | Sara Maes (BEL)           | DNF                    |
| 153                    | Mareille Meijering (NED)  | 19.                    |
| 154                    | Megan Panton (GBR)        | DNF                    |
| 155                    | Céline van Houtum (NED)   | 109.                   |
| 156                    | Bente van Teeseling (NED) | DNF                    |

| AG Insurance NXTG AGI | AG Insurance NXTG AGI | AG Insurance NXTG AGI |
| --------------------- | --------------------- | --------------------- |
| Nr.                   | Rytter                | Placering             |
| 161                   | Lone Meertens (BEL)   | 98.                   |
| 162                   | Julia Borgström (SWE) | 14.                   |
| 163                   | Gaia Masetti (ITA)    | 92.                   |
| 164                   | Mylène de Zoete (NED) | 116.                  |
| 165                   | Ilse Pluimers (NED)   | 105.                  |
| 166                   | Maud Rijnbeek (NED)   | 73.                   |

| Holland NED | Holland NED          | Holland NED |
| ----------- | -------------------- | ----------- |
| Nr.         | Rytter               | Placering   |
| 171         | Pien Limpens         | DNF         |
| 172         | Mischa Bredewold     | 31.         |
| 173         | Femke Gerritse       | 54.         |
| 174         | Leonie Bos           | DNF         |
| 175         | Rosalie Van der Wolf | 110.        |
| 176         | Anne Van Rooijen     | 111.        |

| Coop-Hitec Products HPU | Coop-Hitec Products HPU        | Coop-Hitec Products HPU |
| ----------------------- | ------------------------------ | ----------------------- |
| Nr.                     | Rytter                         | Placering               |
| 181                     | Emma Boogaard (NED)            | DNF                     |
| 182                     | Caroline Andersson (SWE)       | 70.                     |
| 183                     | Pernille Larsen Feldmann (NOR) | DNF                     |
| 184                     | Ingvild Gåskjenn (NOR)         | 52.                     |
| 185                     | Josie Nelson (GBR)             | 102.                    |
| 186                     | Jessica Roberts (GBR)          | DNF                     |

| Team DSM DSM | Team DSM DSM                     | Team DSM DSM |
| ------------ | -------------------------------- | ------------ |
| Nr.          | Rytter                           | Placering    |
| 191          | Lorena Wiebes (NED)              | 3.           |
| 192          | Franziska Koch (GER)             | 47.          |
| 193          | Charlotte Kool (NED)             | 91.          |
| 194          | Liane Lippert (GER)              | 29.          |
| 195          | Floortje Mackaij (NED)           | 18.          |
| 196          | Georgi Pfeiffer (GBR) (landevej) | 45.          |

| Team Jumbo-Visma TJV | Team Jumbo-Visma TJV   | Team Jumbo-Visma TJV |
| -------------------- | ---------------------- | -------------------- |
| Nr.                  | Rytter                 | Placering            |
| 201                  | Anna Henderson (GBR)   | 7.                   |
| 202                  | Teuntje Beekhuis (NED) | 57.                  |
| 203                  | Romy Kasper (GER)      | 51.                  |
| 204                  | Anouska Koster (NED)   | 24.                  |
| 205                  | Karlijn Swinkels (NED) | 11.                  |
| 206                  | Jip van den Bos (NED)  | 53.                  |

| Valcar-Travel & Service VAL | Valcar-Travel & Service VAL | Valcar-Travel & Service VAL |
| --------------------------- | --------------------------- | --------------------------- |
| Nr.                         | Rytter                      | Placering                   |
| 211                         | Chiara Consonni (ITA)       | 16.                         |
| 212                         | Anastasia Carbonari (LAT)   | 118.                        |
| 213                         | Eleonora Gasparrini (ITA)   | 58.                         |
| 214                         | Karolina Kumięga (POL)      | 84.                         |
| 215                         | Silvia Persico (ITA)        | 22.                         |
| 216                         | Ilaria Sanguineti (ITA)     | 117.                        |

| UAE Team ADQ UAD | UAE Team ADQ UAD               | UAE Team ADQ UAD |
| ---------------- | ------------------------------ | ---------------- |
| Nr.              | Rytter                         | Placering        |
| 221              | Marta Bastianelli (ITA)        | 9.               |
| 222              | Sofia Bertizzolo (ITA)         | 15.              |
| 223              | Eugenia Bujak (SLO) (landevej) | 30.              |
| 224              | Alessia Patuelli (ITA)         | 59.              |
| 225              | Laura Tomasi (ITA)             | 75.              |
| 226              | Anna Trevisi (ITA)             | 76.              |

| Uno-X Pro Cycling Team UXT | Uno-X Pro Cycling Team UXT  | Uno-X Pro Cycling Team UXT |
| -------------------------- | --------------------------- | -------------------------- |
| Nr.                        | Rytter                      | Placering                  |
| 231                        | Susanne Andersen (NOR)      | 50.                        |
| 232                        | Hannah Barnes (GBR)         | 63.                        |
| 233                        | Rebecca Koerner (DEN)       | 103.                       |
| 234                        | Julie Leth (DEN)            | 10.                        |
| 235                        | Mie Bjørndal Ottestad (NOR) | 85.                        |
| 236                        | Anne Dorthe Ysland (NOR)    | 13.                        |

| SD Worx SDW | SD Worx SDW                       | SD Worx SDW |
| ----------- | --------------------------------- | ----------- |
| Nr.         | Rytter                            | Placering   |
| 1           | Lotte Kopecky (BEL) (landevej)    | 27.         |
| 2           | Chantal van den Broek-Blaak (NED) | 38.         |
| 3           | Elena Cecchini (ITA)              | 42.         |
| 4           | Lonneke Uneken (NED)              | 115.        |
| 5           | Marlen Reusser (SUI) (landevej)   | 36.         |
| 6           | Demi Vollering (NED)              | 2.          |

| Trek-Segafredo TFS | Trek-Segafredo TFS                    | Trek-Segafredo TFS |
| ------------------ | ------------------------------------- | ------------------ |
| Nr.                | Rytter                                | Placering          |
| 11                 | Elisa Balsamo (ITA) (landevej)        | 4.                 |
| 12                 | Audrey Cordon-Ragot (FRA)             | 65.                |
| 13                 | Chloe Hosking (AUS)                   | 56.                |
| 14                 | Elynor Bäckstedt (GBR)                | 108.               |
| 15                 | Elisa Longo Borghini (ITA) (landevej) | 43.                |
| 16                 | Ellen van Dijk (NED) (landevej)       | 17.                |

| Lotto Soudal Ladies LSL | Lotto Soudal Ladies LSL  | Lotto Soudal Ladies LSL |
| ----------------------- | ------------------------ | ----------------------- |
| Nr.                     | Rytter                   | Placering               |
| 21                      | Mijntje Geurts (NED)     | 81.                     |
| 22                      | Kylie Waterreus (NED)    | 80.                     |
| 23                      | Katrijn De Clercq (BEL)  | 48.                     |
| 24                      | Mieke Docx (BEL)         | 82.                     |
| 25                      | Josie Knight (GBR)       | 78.                     |
| 26                      | Abby-Mae Parkinson (GBR) | 89.                     |

| Canyon-SRAM Racing CSR | Canyon-SRAM Racing CSR     | Canyon-SRAM Racing CSR |
| ---------------------- | -------------------------- | ---------------------- |
| Nr.                    | Rytter                     | Placering              |
| 31                     | Katarzyna Niewiadoma (POL) | 41.                    |
| 32                     | Shari Bossuyt (BEL)        | 28.                    |
| 33                     | Chloé Dygert (USA)         | 26.                    |
| 34                     | Lisa Klein (GER)           | 97.                    |
| 35                     | Alice Barnes (GBR)         | 33.                    |
| 36                     | Sarah Roy (AUS)            | 104.                   |

| EF Education-TIBCO-SVB TIB | EF Education-TIBCO-SVB TIB | EF Education-TIBCO-SVB TIB |
| -------------------------- | -------------------------- | -------------------------- |
| Nr.                        | Rytter                     | Placering                  |
| 41                         | Magdeleine Vallieres (CAN) | 35.                        |
| 42                         | Letizia Borghesi (ITA)     | 21.                        |
| 43                         | Emma Langley (USA)         | DNF                        |
| 44                         | Emily Newsom (USA)         | 88.                        |

| FDJ-Nouvelle Aquitaine-Futuroscope FSF | FDJ-Nouvelle Aquitaine-Futuroscope FSF | FDJ-Nouvelle Aquitaine-Futuroscope FSF |
| -------------------------------------- | -------------------------------------- | -------------------------------------- |
| Nr.                                    | Rytter                                 | Placering                              |
| 51                                     | Grace Brown (AUS)                      | 32.                                    |
| 52                                     | Clara Copponi (FRA)                    | 5.                                     |
| 54                                     | Eugénie Duval (FRA)                    | 55.                                    |
| 55                                     | Vittoria Guazzini (ITA)                | 39.                                    |
| 56                                     | Maëlle Grossetête (FRA)                | 67.                                    |

| Liv Racing Xstra LIV | Liv Racing Xstra LIV      | Liv Racing Xstra LIV |
| -------------------- | ------------------------- | -------------------- |
| Nr.                  | Rytter                    | Placering            |
| 61                   | Sabrina Stultiens (NED)   | 40.                  |
| 62                   | Amber van der Hulst (NED) | 101.                 |
| 63                   | Valerie Demey (BEL)       | 37.                  |
| 64                   | Jeanne Korevaar (NED)     | 23.                  |
| 65                   | Marta Jaskulska (POL)     | DNF                  |
| 66                   | Quinty Ton (NED)          | 79.                  |

| Movistar Team MOV | Movistar Team MOV            | Movistar Team MOV |
| ----------------- | ---------------------------- | ----------------- |
| Nr.               | Rytter                       | Placering         |
| 71                | Annemiek van Vleuten (NED)   | 1.                |
| 72                | Alicia González Blanco (ESP) | 64.               |
| 73                | Barbara Guarischi (ITA)      | 95.               |
| 74                | Emma Norsgaard (DEN)         | 6.                |
| 75                | Sara Martín Martín (ESP)     | 94.               |
| 76                | Aude Biannic (FRA)           | 93.               |

| Team BikeExchange-Jayco BEX | Team BikeExchange-Jayco BEX | Team BikeExchange-Jayco BEX |
| --------------------------- | --------------------------- | --------------------------- |
| Nr.                         | Rytter                      | Placering                   |
| 81                          | Nina Kessler (NED)          | 90.                         |
| 82                          | Teniel Campbell (TTO)       | 77.                         |
| 83                          | Kristen Faulkner (USA)      | 60.                         |
| 84                          | Georgia Baker (AUS)         | 25.                         |
| 85                          | Ruby Roseman-Gannon (AUS)   | 12.                         |
| 86                          | Ane Santesteban (ESP)       | 66.                         |

| Arkéa Pro Cycling Team ARK | Arkéa Pro Cycling Team ARK    | Arkéa Pro Cycling Team ARK |
| -------------------------- | ----------------------------- | -------------------------- |
| Nr.                        | Rytter                        | Placering                  |
| 91                         | Charlotte Becker (GER)        | DNF                        |
| 92                         | Pauline Allin (FRA)           | 99.                        |
| 93                         | Lucie Jounier (FRA)           | 49.                        |
| 94                         | Typhaine Laurance (FRA)       | 96.                        |
| 95                         | Marie-Morgane Le Deunff (FRA) | 107.                       |
| 96                         | Greta Richioud (FRA)          | 112.                       |

| Bingoal-Chevalmeire-Van Eyck Sport BCV | Bingoal-Chevalmeire-Van Eyck Sport BCV | Bingoal-Chevalmeire-Van Eyck Sport BCV |
| -------------------------------------- | -------------------------------------- | -------------------------------------- |
| Nr.                                    | Rytter                                 | Placering                              |
| 101                                    | Julie Hendrickx (BEL)                  | DNF                                    |
| 102                                    | Minke Bakker (NED)                     | DNF                                    |
| 103                                    | Noa Jansen (NED)                       | DNF                                    |
| 104                                    | Danique Braam (NED)                    | 69.                                    |
| 105                                    | Naomi de Roeck (BEL)                   | DNF                                    |
| 106                                    | Claudia Jongerius (NED)                | 86.                                    |

| Ceratizit-WNT Pro Cycling WNT | Ceratizit-WNT Pro Cycling WNT          | Ceratizit-WNT Pro Cycling WNT |
| ----------------------------- | -------------------------------------- | ----------------------------- |
| Nr.                           | Rytter                                 | Placering                     |
| 111                           | Maria Giulia Confalonieri (ITA)        | 8.                            |
| 112                           | Marta Lach (POL)                       | 83.                           |
| 113                           | Lizbeth Salazar (MEX) (landevej)       | DNF                           |
| 114                           | Kathrin Schweinberger (AUT) (landevej) | 114.                          |
| 115                           | Lin Lea Teutenberg (GER)               | 74.                           |
| 116                           | Lara Vieceli (ITA)                     | 106.                          |

| Cofidis COF | Cofidis COF                   | Cofidis COF |
| ----------- | ----------------------------- | ----------- |
| Nr.         | Rytter                        | Placering   |
| 121         | Gabrielle Pilote Fortin (CAN) | 72.         |
| 122         | Victoire Berteau (FRA)        | 62.         |
| 123         | Alana Castrique (BEL)         | DNF         |
| 124         | Valentine Fortin (FRA)        | 68.         |
| 126         | Martina Alzini (ITA)          | 44.         |

| IBCT IBC | IBCT IBC                          | IBCT IBC  |
| -------- | --------------------------------- | --------- |
| Nr.      | Rytter                            | Placering |
| 131      | Sara Van de Vel (BEL)             | 113.      |
| 132      | Svenja Betz (GER)                 | DNF       |
| 133      | Antonia Gröndahl (FIN) (landevej) | DNF       |
| 134      | Alice Sharpe (IRL)                | 87.       |
| 135      | Elizabeth Bennett (GBR)           | DNF       |
| 136      | Fien Van Eynde (BEL)              | DNF       |

| Le Col-Wahoo DRP | Le Col-Wahoo DRP              | Le Col-Wahoo DRP |
| ---------------- | ----------------------------- | ---------------- |
| Nr.              | Rytter                        | Placering        |
| 141              | Jesse Vandenbulcke (BEL)      | 20.              |
| 142              | April Tacey (GBR)             | 100.             |
| 143              | Marjolein van 't Geloof (NED) | 71.              |
| 144              | Maike van der Duin (NED)      | 46.              |
| 145              | Elizabeth Holden (GBR)        | 34.              |
| 146              | Alice Towers (GBR)            | 61.              |

| Multum Accountants MUL | Multum Accountants MUL    | Multum Accountants MUL |
| ---------------------- | ------------------------- | ---------------------- |
| Nr.                    | Rytter                    | Placering              |
| 151                    | Fien Delbaere (BEL)       | DNF                    |
| 152                    | Sara Maes (BEL)           | DNF                    |
| 153                    | Mareille Meijering (NED)  | 19.                    |
| 154                    | Megan Panton (GBR)        | DNF                    |
| 155                    | Céline van Houtum (NED)   | 109.                   |
| 156                    | Bente van Teeseling (NED) | DNF                    |

| AG Insurance NXTG AGI | AG Insurance NXTG AGI | AG Insurance NXTG AGI |
| --------------------- | --------------------- | --------------------- |
| Nr.                   | Rytter                | Placering             |
| 161                   | Lone Meertens (BEL)   | 98.                   |
| 162                   | Julia Borgström (SWE) | 14.                   |
| 163                   | Gaia Masetti (ITA)    | 92.                   |
| 164                   | Mylène de Zoete (NED) | 116.                  |
| 165                   | Ilse Pluimers (NED)   | 105.                  |
| 166                   | Maud Rijnbeek (NED)   | 73.                   |

| Holland NED | Holland NED          | Holland NED |
| ----------- | -------------------- | ----------- |
| Nr.         | Rytter               | Placering   |
| 171         | Pien Limpens         | DNF         |
| 172         | Mischa Bredewold     | 31.         |
| 173         | Femke Gerritse       | 54.         |
| 174         | Leonie Bos           | DNF         |
| 175         | Rosalie Van der Wolf | 110.        |
| 176         | Anne Van Rooijen     | 111.        |

| Coop-Hitec Products HPU | Coop-Hitec Products HPU        | Coop-Hitec Products HPU |
| ----------------------- | ------------------------------ | ----------------------- |
| Nr.                     | Rytter                         | Placering               |
| 181                     | Emma Boogaard (NED)            | DNF                     |
| 182                     | Caroline Andersson (SWE)       | 70.                     |
| 183                     | Pernille Larsen Feldmann (NOR) | DNF                     |
| 184                     | Ingvild Gåskjenn (NOR)         | 52.                     |
| 185                     | Josie Nelson (GBR)             | 102.                    |
| 186                     | Jessica Roberts (GBR)          | DNF                     |

| Team DSM DSM | Team DSM DSM                     | Team DSM DSM |
| ------------ | -------------------------------- | ------------ |
| Nr.          | Rytter                           | Placering    |
| 191          | Lorena Wiebes (NED)              | 3.           |
| 192          | Franziska Koch (GER)             | 47.          |
| 193          | Charlotte Kool (NED)             | 91.          |
| 194          | Liane Lippert (GER)              | 29.          |
| 195          | Floortje Mackaij (NED)           | 18.          |
| 196          | Georgi Pfeiffer (GBR) (landevej) | 45.          |

| Team Jumbo-Visma TJV | Team Jumbo-Visma TJV   | Team Jumbo-Visma TJV |
| -------------------- | ---------------------- | -------------------- |
| Nr.                  | Rytter                 | Placering            |
| 201                  | Anna Henderson (GBR)   | 7.                   |
| 202                  | Teuntje Beekhuis (NED) | 57.                  |
| 203                  | Romy Kasper (GER)      | 51.                  |
| 204                  | Anouska Koster (NED)   | 24.                  |
| 205                  | Karlijn Swinkels (NED) | 11.                  |
| 206                  | Jip van den Bos (NED)  | 53.                  |

| Valcar-Travel & Service VAL | Valcar-Travel & Service VAL | Valcar-Travel & Service VAL |
| --------------------------- | --------------------------- | --------------------------- |
| Nr.                         | Rytter                      | Placering                   |
| 211                         | Chiara Consonni (ITA)       | 16.                         |
| 212                         | Anastasia Carbonari (LAT)   | 118.                        |
| 213                         | Eleonora Gasparrini (ITA)   | 58.                         |
| 214                         | Karolina Kumięga (POL)      | 84.                         |
| 215                         | Silvia Persico (ITA)        | 22.                         |
| 216                         | Ilaria Sanguineti (ITA)     | 117.                        |

| UAE Team ADQ UAD | UAE Team ADQ UAD               | UAE Team ADQ UAD |
| ---------------- | ------------------------------ | ---------------- |
| Nr.              | Rytter                         | Placering        |
| 221              | Marta Bastianelli (ITA)        | 9.               |
| 222              | Sofia Bertizzolo (ITA)         | 15.              |
| 223              | Eugenia Bujak (SLO) (landevej) | 30.              |
| 224              | Alessia Patuelli (ITA)         | 59.              |
| 225              | Laura Tomasi (ITA)             | 75.              |
| 226              | Anna Trevisi (ITA)             | 76.              |

| Uno-X Pro Cycling Team UXT | Uno-X Pro Cycling Team UXT  | Uno-X Pro Cycling Team UXT |
| -------------------------- | --------------------------- | -------------------------- |
| Nr.                        | Rytter                      | Placering                  |
| 231                        | Susanne Andersen (NOR)      | 50.                        |
| 232                        | Hannah Barnes (GBR)         | 63.                        |
| 233                        | Rebecca Koerner (DEN)       | 103.                       |
| 234                        | Julie Leth (DEN)            | 10.                        |
| 235                        | Mie Bjørndal Ottestad (NOR) | 85.                        |
| 236                        | Anne Dorthe Ysland (NOR)    | 13.                        |